# Lispocephala kanmiyai
Lispocephala kanmiyai är en tvåvingeart som beskrevs av Shinonaga och Huang 2007. Lispocephala kanmiyai ingår i släktet Lispocephala och familjen husflugor.
Artens utbredningsområde är Taiwan. Inga underarter finns listade i Catalogue of Life.